# ICARUS
ICARUS (englisch Imaging Cosmic And Rare Underground Signals) ist ein Neutrinoobservatorium, also ein physikalisches Großexperiment zur Untersuchung von Neutrinos. Es wird in den Laboratori Nazionali del Gran Sasso (LNGS) durchgeführt.
Das Experiment benutzt die Weiterentwicklung eines von Carlo Rubbia 1977 vorgeschlagenen Teilchendetektortyps, der Liquid Argon Time Projection Chamber (LAr-TPC). Er soll die Vorteile einer Blasenkammer mit einem elektronischen Ausleseverfahren verbinden.
Im Zuge des ICARUS-Programms wurden mehrere solcher Detektoren gebaut. 2010 wurde der ICARUS-T600-Detektor im LNGS mit 760 Tonnen Flüssigargon als größter Detektor dieser Art in Betrieb genommen. Zur Untersuchung von Neutrinooszillationen und damit zusammenhängenden Grundlagenfragen werden sowohl Neutrinos aus astronomischen Quellen als auch CNGS-Neutrinos (die auch vom OPERA-Experiment genutzt werden) gemessen. Die CNGS-Neutrinos kommen vom Super Proton Synchrotron des CERN aus einer Entfernung von ungefähr 730 km. Deswegen werden auch die Bezeichnungen CNGS1 (OPERA) und CNGS2 (ICARUS) benutzt.
Die CNGS-Messungen wurden zusätzlich bedeutsam, als die OPERA-Gruppe im September und November 2011 die angebliche Messung überlichtschneller Neutrinos bekanntgab. Die ICARUS-Gruppe veröffentlichte daraufhin eine Studie, wonach das Energiespektrum der Neutrinos nicht mit Überlichtgeschwindigkeit zu vereinbaren ist. Dies beruhte auf einer Arbeit von Cohen/Glashow (2011), nach der von überlichtschnellen Neutrinos intensive Bremsstrahlung im Sinne des Tscherenkow-Effekts ausgehen müsste (Vakuum-Tscherenkow-Effekt).
Im März 2012 veröffentlichte die ICARUS-Gruppe auch eine direkte Messung der Geschwindigkeit von sieben CNGS-Neutrinos. Das Ergebnis stimmt im Rahmen der Messgenauigkeit mit der Lichtgeschwindigkeit überein. Im August 2012 wurde eine genauere Messung vorgelegt, die ebenfalls mit der Lichtgeschwindigkeit übereinstimmt. Für Details siehe Messungen der Neutrinogeschwindigkeit.
2014 wurde das Experiment im LNGS beendet und zum CERN transportiert und dort aufbereitet und verbessert, um schließlich im Juni 2017 zum Fermilab verschifft zu werden. Dort wurde der Detektor neu installiert, 2020 wieder in Betrieb genommen und ab 2021 wurden wieder Daten mit Beschleunigerneutrinos erfasst.